# 日野町 (滋賀縣)
日野町（日语：／ Hino chō */?）是位於日本滋賀縣南部的行政區劃。轄區東側屬於鈴鹿山脈，北部及南部為丘陵地，主要市區位於中部日野川及其支流出雲川之間的平原。

## 人口
| 日野町人口變化 \| 1970年 \| 20,754人 \| \| \| 1975年 \| 20,913人 \| \| \| 1980年 \| 21,680人 \| \| \| 1985年 \| 22,009人 \| \| \| 1990年 \| 22,391人 \| \| \| 1995年 \| 23,132人 \| \| \| 2000年 \| 23,022人 \| \| \| 2005年 \| 22,809人 \| \| \| 2010年 \| 22,870人 \| \| \| 2015年 \| 21,873人 \| \| \| 2020年 \| 20,964人 \| \| |          |  |
| 資料來源：日本總務省統計中心提供之人口普查數據 |          |  |
| 1970年 | 20,754人 |  |
| 1975年 | 20,913人 |  |
| 1980年 | 21,680人 |  |
| 1985年 | 22,009人 |  |
| 1990年 | 22,391人 |  |
| 1995年 | 23,132人 |  |
| 2000年 | 23,022人 |  |
| 2005年 | 22,809人 |  |
| 2010年 | 22,870人 |  |
| 2015年 | 21,873人 |  |
| 2020年 | 20,964人 |  |

## 历史
過去在令制國時代屬於近江國蒲生郡；11世紀後，有一支藤原秀鄉的子孫以此為據點開始發展成為蒲生氏，並在此建立日野城，本地也因此發展為日野城的城下町。
16世紀戰國時代末期，蒲生氏鄉在1584年被移封至伊勢國後，日野城曾先後由田中吉政、長束正家入主，但日野城最後在1600後遭到廢除。
1620年市橋長政受封此地後，在原日野城的位置建立仁正寺陣屋，也因此所建立的藩被稱為仁正寺藩，直到江戶時代結束此地都是由市橋氏所治理。
現在的日野町轄區在江戶時代末期，除了屬於仁正寺藩外，也有部分區域分屬川越藩、仙台藩、水口藩、尾張藩、淀藩、宮津藩、山上藩、前橋藩，而此地的幕府直屬領及旗本領則是由位於滋賀郡大津的大津奉行負責管理。
19世紀末明治維新後，原先的幕府直屬領及旗本領先後改隸屬大津裁判所及大津縣，其他原本屬於各藩的區域則在1871年實施廢藩置縣後，改隸屬西大路縣、川越縣、水口縣、名古屋縣、淀縣、宮津縣、山上縣、前橋縣；不過在僅四個月之後的府縣整併中，郡內全數區域都被併入大津縣，而大津縣又在一個月後更名為滋賀縣。
1889年，日本實施町村制，設立了最初的日野町，不過當時的日野町轄區僅包括現在日野町中部的主要市區，現在的日野町轄區在當時還包括位於東部的西大路村、位於南部的南比都佐村和鎌掛村、位於西部的北比都佐村、位於北部的櫻谷村，其中北部的櫻谷村在1894年又被拆分為東櫻谷村和西櫻谷村；1955年這七個行政區劃整併為現在的日野村。

### 變遷表
| 1889年4月1日 | 1889年 - 1912年        | 1912年 - 1944年        | 1945年 - 1954年        | 1955年 - 1989年            | 1989年 - 現在              | 現在                       |
| ------------ | ---------------------- | ---------------------- | ---------------------- | -------------------------- | -------------------------- | -------------------------- |
| 北比都佐村   | 北比都佐村             | 北比都佐村             | 北比都佐村             | 1955年3月16日 合併為日野町 | 1955年3月16日 合併為日野町 | 1955年3月16日 合併為日野町 |
| 南比都佐村   |                        |                        |                        | 1955年3月16日 合併為日野町 | 1955年3月16日 合併為日野町 | 1955年3月16日 合併為日野町 |
| 鎌掛村       |                        |                        |                        | 1955年3月16日 合併為日野町 | 1955年3月16日 合併為日野町 | 1955年3月16日 合併為日野町 |
| 日野町       |                        |                        |                        | 1955年3月16日 合併為日野町 | 1955年3月16日 合併為日野町 | 1955年3月16日 合併為日野町 |
| 西大路村     |                        |                        |                        | 1955年3月16日 合併為日野町 | 1955年3月16日 合併為日野町 | 1955年3月16日 合併為日野町 |
| 櫻谷村       | 1894年5月12日 東櫻谷村 | 1894年5月12日 東櫻谷村 | 1894年5月12日 東櫻谷村 | 1955年3月16日 合併為日野町 | 1955年3月16日 合併為日野町 | 1955年3月16日 合併為日野町 |
| 櫻谷村       | 1894年5月12日 西櫻谷村 |                        |                        | 1955年3月16日 合併為日野町 | 1955年3月16日 合併為日野町 | 1955年3月16日 合併為日野町 |

## 行政

### 歴任首長
| 屆         | 姓名         | 上任日期      | 卸任日期      | 備註     |
| ---------- | ------------ | ------------- | ------------- | -------- |
| 1          | 若村源左衛門 | 1955年4月23日 | 1959年4月22日 |          |
| 2          | 若村源左衛門 | 1959年4月23日 | 1963年4月22日 |          |
| 3          | 若村源左衛門 | 1963年4月23日 | 1965年2月6日  | 任內過世 |
| 4          | 橋田喜一郎   | 1965年3月8日  | 1969年3月7日  |          |
| 5          | 橋田喜一郎   | 1969年3月8日  | 1973年3月7日  |          |
| 6          | 森田忠藏     | 1973年3月8日  | 1985年3月7日  |          |
| 7          | 森田忠藏     | 1977年3月8日  | 1981年3月7日  |          |
| 8          | 森田忠藏     | 1981年3月8日  | 1985年3月7日  |          |
| 9          | 森田忠藏     | 1985年3月8日  | 1989年3月7日  |          |
| 10         | 森田忠藏     | 1989年3月8日  | 1993年3月7日  |          |
| 11         | 奧野弘三     | 1993年3月8日  | 1997年3月7日  |          |
| 12         | 奧野弘三     | 1997年3月8日  | 2001年3月7日  |          |
| 13         | 奧野弘三     | 2001年3月8日  | 2004年6月8日  | 任內辭職 |
| 14         | 藤澤直廣     | 2004年7月11日 | 2008年7月10日 |          |
| 15         | 藤澤直廣     | 2008年7月11日 | 2012年7月10日 |          |
| 16         | 藤澤直廣     | 2012年7月11日 | 2016年7月10日 |          |
| 17         | 藤澤直廣     | 2016年7月11日 | 現任          |          |
| 參考資料： |              |               |               |          |

## 交通
近江鐵道本線從轄區西部通過，並設有日野車站及朝日野站，在日野車站可再經由近江町到經營的客運路線或是町營的日野町營巴士轉往町內各地。
轄內主要的公路為東西向的國道477號和南北向的國道307號，除了穿過町內主要的聚落外，也可以接往相鄰的行政區劃，包括穿過鈴鹿山脈前往四日市市。
在轄區西側與東近江市的交接處，過去在1988年曾通過規劃興建琵琶湖機場，但在經歷十年的準備後，始終無法解決土地徵收的問題，因此在2000年凍結了機場的計劃，2013年正式取消計畫。

### 鐵路
- 近江鐵道
  - 本線：（←東近江市） - 朝日野車站 - 日野車站 - （甲賀市）

## 觀光資源
位於市區東側的滋賀農業公園花之丘為由農場公司所經營的農業公園，以中世紀的德國為背景，讓遊客可以接觸和體驗酪農環境的主題公園。

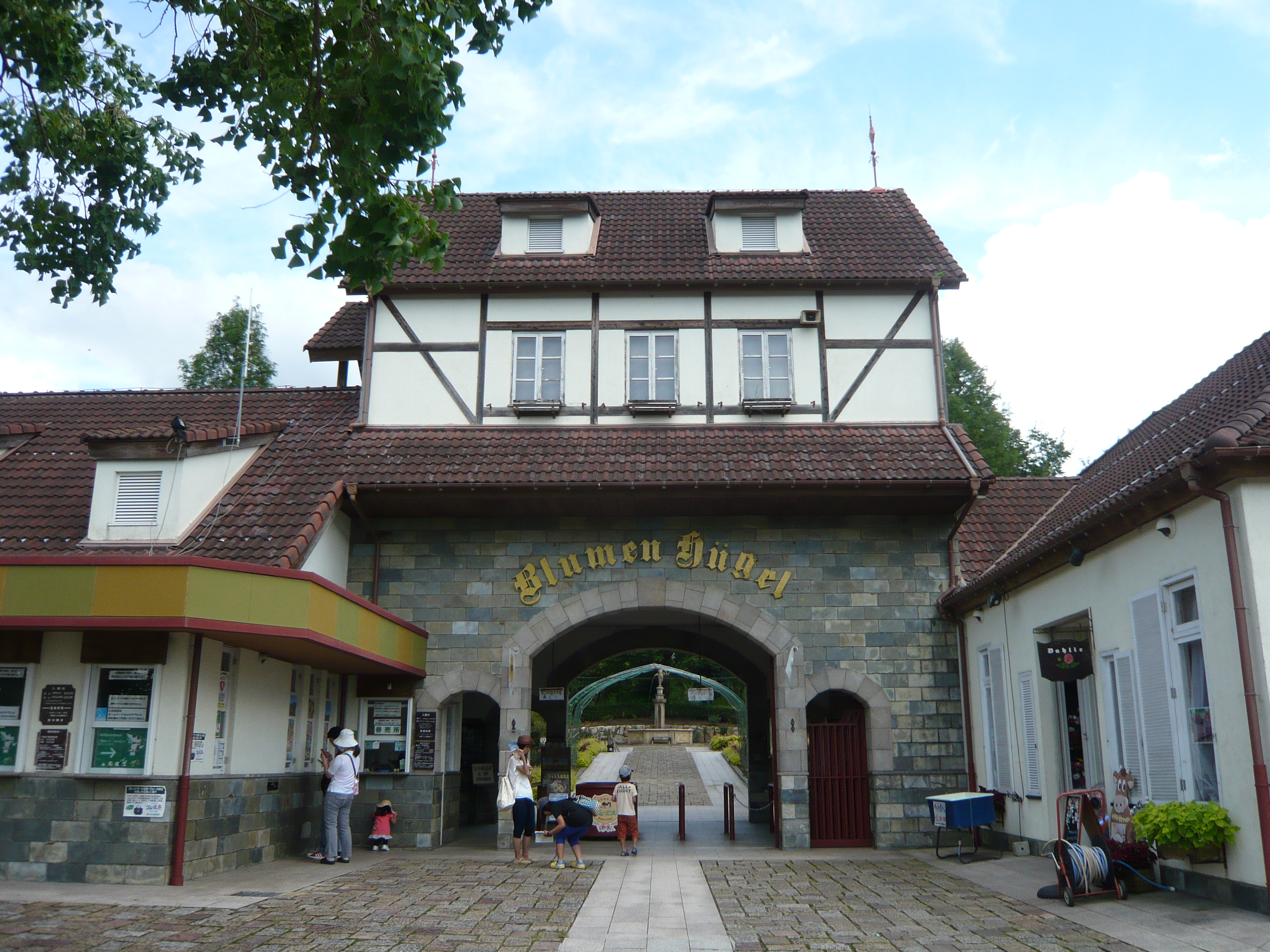
滋賀農業公園花之丘入口
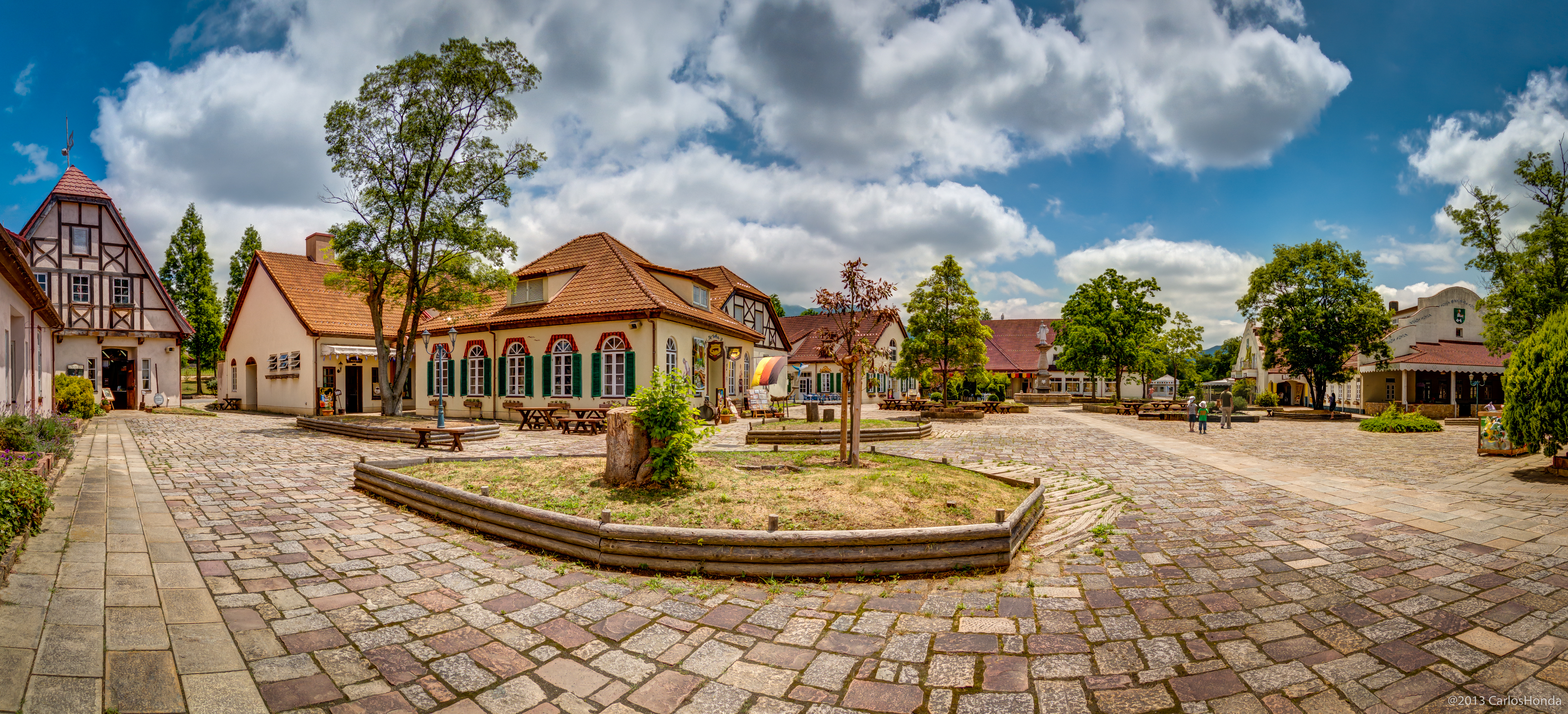
滋賀農業公園花之丘
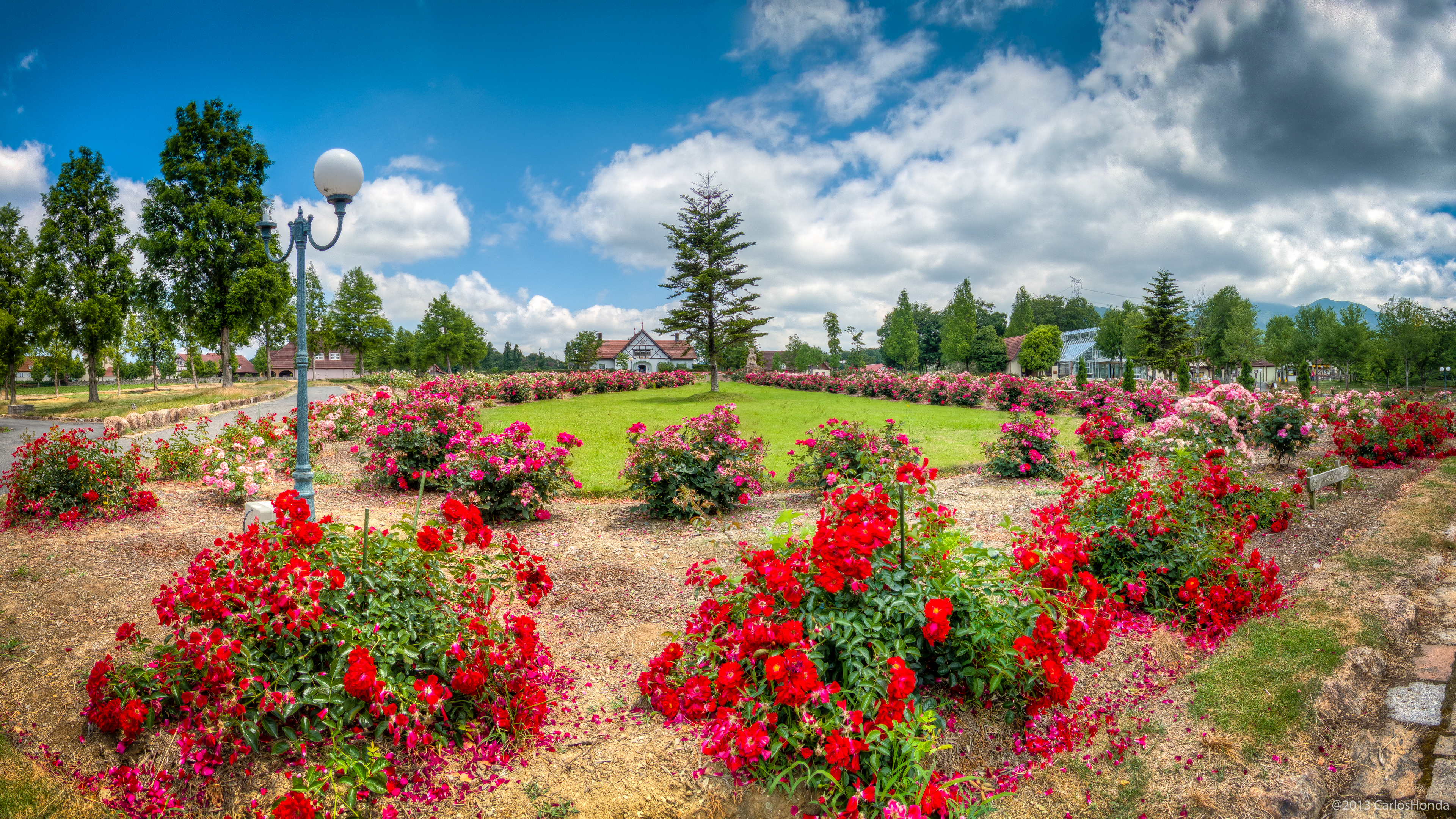
滋賀農業公園花之丘

## 教育

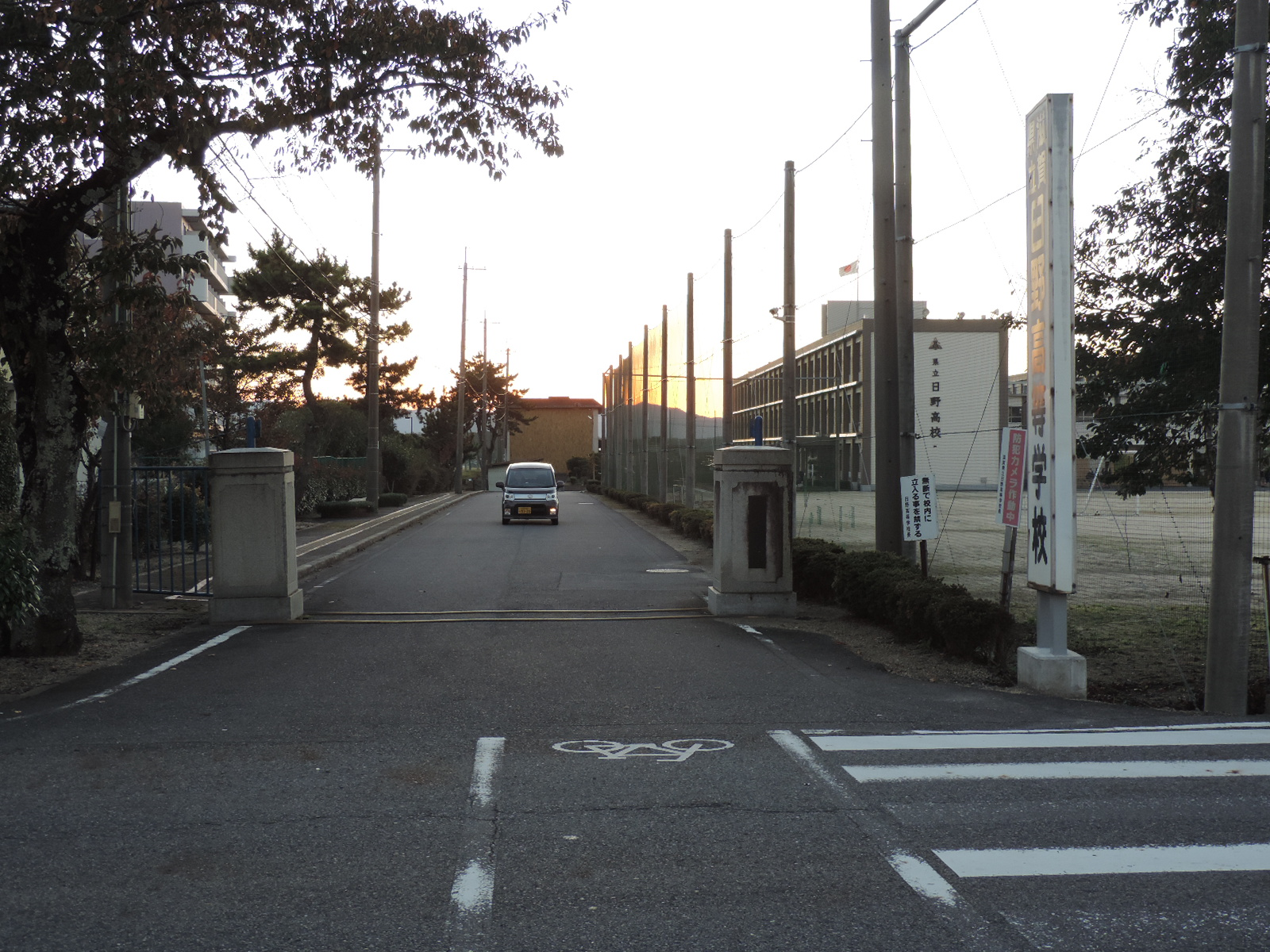
日野高等學校校門

町內唯一的高中滋賀縣立日野高等學校的學科為綜合學科，學生在高二以後可以從商業系列、多媒體系列、福祉健康系列、綜合教養系列的課程選擇修課項目；此外摔跤部為校內較活躍的學生社團，因此有不少摔角選手的校友。

## 姊妹、友好城市

### 海外
- 恩布達斯阿爾特斯（巴西圣保罗州）
兩地於1984締結為姊妹都市。
- 恩山面（朝鲜语：은산면）（韓國忠清南道扶餘郡）
兩地於1990締結為姊妹都市。
- 艾施河畔诺伊施塔特（德國巴伐利亚州）
兩地於1997締結為姊妹都市。

## 外部連結
- （日語）日野町的X（前Twitter）
- （日語） 日野觀光協會 （页面存档备份，存于）